# Berteroa orbiculata
Berteroa orbiculata är en korsblommig växtart som beskrevs av Dc. Berteroa orbiculata ingår i släktet sandvitor, och familjen korsblommiga växter. Inga underarter finns listade i Catalogue of Life.